# Tour du Japon 2015
La 18e édition du Tour du Japon a eu lieu du 17 au 24 mai 2015. La course fait partie du calendrier UCI Asia Tour 2015 en catégorie 2.1.
L'épreuve a été remportée par l'Iranien Samad Poor Seiedi (Tabriz Petrochemical) qui s'impose respectivement de 24 et 52 secondes devant ses compatriotes Rahim Ememi (Pishgaman Giant), vainqueur de la cinquième étape, et Hossein Askari (Pishgaman Giant).
L'Italien Valerio Conti (Lampre-Merida), lauréat de la sixième étape, remporte le classement par points et Ememi gagne celui de la montagne. Le Biélorusse Ilia Koshevoy (Lampre-Merida) finit meilleur jeune et la formation iranienne Pishgaman Giant termine meilleure équipe.

## Présentation

### Équipes
Classé en catégorie 2.1 de l'UCI Asia Tour, le Tour du Japon est par conséquent ouvert aux WorldTeams dans la limite de 50 % des équipes participantes, aux équipes continentales professionnelles, aux équipes continentales et aux équipes nationales.
Dix-sept équipes participent à ce Tour du Japon - une WorldTeam, deux équipes continentales professionnelles, treize équipes continentales et une équipe nationale :
| UCI WorldTeam   | UCI WorldTeam | UCI WorldTeam |
| Nom de l'équipe | Pays          | Code          |
| --------------- | ------------- | ------------- |
| Lampre-Merida   | Italie        | LAM           |

| Équipes continentales professionnelles | Équipes continentales professionnelles | Équipes continentales professionnelles |
| Nom de l'équipe                        | Pays                                   | Code                                   |
| -------------------------------------- | -------------------------------------- | -------------------------------------- |
| Drapac                                 | Australie                              | DPC                                    |
| Nippo-Vini Fantini                     | Italie                                 | NIP                                    |

| Équipes continentales      | Équipes continentales | Équipes continentales |
| Nom de l'équipe            | Pays                  | Code                  |
| -------------------------- | --------------------- | --------------------- |
| Aisan Racing               | Japon                 | AIS                   |
| Avanti Racing              | Nouvelle-Zélande      | ART                   |
| Bridgestone Anchor         | Japon                 | BGT                   |
| Kinan                      | Japon                 | KIN                   |
| Matrix Powertag            | Japon                 | MTR                   |
| Nasu Blasen                | Japon                 | NAS                   |
| Pishgaman Giant            | Iran                  | PKY                   |
| RTS-Santic Racing          | Taipei chinois        | RTS                   |
| Shimano Racing             | Japon                 | SMN                   |
| Skydive Dubai-Al Ahli Club | Émirats arabes unis   | SKD                   |
| Tabriz Petrochemical       | Iran                  | TPT                   |
| Ukyo                       | Japon                 | UKO                   |
| Utsunomiya Blitzen         | Japon                 | BLZ                   |

| Équipe nationale          | Équipe nationale | Équipe nationale |
| Nom de l'équipe           | Pays             | Code             |
| ------------------------- | ---------------- | ---------------- |
| Équipe nationale du Japon | Japon            | JPN              |

## Étapes
| Étape     | Date   | Villes étapes                   |                             | Distance (km)    | Vainqueur d’étape | Leader du classement général |
| --------- | ------ | ------------------------------- | --------------------------- | ---------------- | ----------------- | ---------------------------- |
| 1re étape | 17 mai | Sakai - Sakai                   | Contre-la-montre individuel | 2,65             | Brenton Jones     | Brenton Jones                |
|           | 18 mai |                                 | Jour de repos               | Journée de repos | Journée de repos  | Journée de repos             |
| 2e étape  | 19 mai | Inabe - Inabe                   | Étape de plaine             | 128,7            | Rafaâ Chtioui     | Rafaâ Chtioui                |
| 3e étape  | 20 mai | Mino - Mino                     | Étape de plaine             | 139,9            | Nicolas Marini    | Rafaâ Chtioui                |
| 4e étape  | 21 mai | Minami-Shinshu - Minami-Shinshu | Étape vallonnée             | 123,6            | Benjamín Prades   | Adam Phelan                  |
| 5e étape  | 22 mai | Mont Fuji - Mont Fuji           | Étape de montagne           | 11,2             | Rahim Ememi       | Samad Poor Seiedi            |
| 6e étape  | 23 mai | Izu - Izu                       | Étape vallonnée             | 122              | Valerio Conti     | Samad Poor Seiedi            |
| 7e étape  | 24 mai | Tokyo - Tokyo                   | Étape de plaine             | 112,5            | Niccolò Bonifazio | Samad Poor Seiedi            |

## Déroulement de la course

### 1reétape[6]
| Classement de l'étape | Classement de l'étape | Classement de l'étape | Classement de l'étape      | Classement de l'étape |
|                       | Coureur               | Pays                  | Équipe                     | Temps                 |
| --------------------- | --------------------- | --------------------- | -------------------------- | --------------------- |
| 1er                   | Brenton Jones         | Australie             | Drapac                     | en 3 min 19 s         |
| 2e                    | Neil Van der Ploeg    | Nouvelle-Zélande      | Avanti Racing              | + 0 s                 |
| 3e                    | Thomas Davison        | Australie             | Avanti Racing              | + 1 s                 |
| 4e                    | Adam Phelan           | Australie             | Drapac                     | + 1 s                 |
| 5e                    | Andrea Palini         | Italie                | Skydive Dubai-Al Ahli Club | + 2 s                 |
| 6e                    | Peter Koning          | Pays-Bas              | Drapac                     | + 2 s                 |
| 7e                    | Taylor Gunman         | Nouvelle-Zélande      | Avanti Racing              | + 3 s                 |
| 8e                    | Hideto Nakane         | Japon                 | Aisan Racing               | + 3 s                 |
| 9e                    | Jason Christie        | Nouvelle-Zélande      | Avanti Racing              | + 3 s                 |
| 10e                   | Tino Thömel           | Allemagne             | RTS-Santic Racing          | + 4 s                 |
| modifier              |                       |                       |                            |                       |

| Classement général | Classement général | Classement général | Classement général         | Classement général |
|                    | Coureur            | Pays               | Équipe                     | Temps              |
| ------------------ | ------------------ | ------------------ | -------------------------- | ------------------ |
| 1er                | Brenton Jones      | Australie          | Drapac                     | en 3 min 19 s      |
| 2e                 | Neil Van der Ploeg | Nouvelle-Zélande   | Avanti Racing              | + 0 s              |
| 3e                 | Thomas Davison     | Australie          | Avanti Racing              | + 1 s              |
| 4e                 | Adam Phelan        | Australie          | Drapac                     | + 1 s              |
| 5e                 | Andrea Palini      | Italie             | Skydive Dubai-Al Ahli Club | + 2 s              |
| 6e                 | Peter Koning       | Pays-Bas           | Drapac                     | + 2 s              |
| 7e                 | Taylor Gunman      | Nouvelle-Zélande   | Avanti Racing              | + 3 s              |
| 8e                 | Hideto Nakane      | Japon              | Aisan Racing               | + 3 s              |
| 9e                 | Jason Christie     | Nouvelle-Zélande   | Avanti Racing              | + 3 s              |
| 10e                | Tino Thömel        | Allemagne          | RTS-Santic Racing          | + 4 s              |
| modifier           |                    |                    |                            |                    |

### 2eétape
| Classement de l'étape | Classement de l'étape | Classement de l'étape | Classement de l'étape      | Classement de l'étape |
|                       | Coureur               | Pays                  | Équipe                     | Temps                 |
| --------------------- | --------------------- | --------------------- | -------------------------- | --------------------- |
| 1er                   | Rafaâ Chtioui         | Tunisie               | Skydive Dubai-Al Ahli Club | en 3 h 10 min 6 s     |
| 2e                    | Francisco Mancebo     | Espagne               | Skydive Dubai-Al Ahli Club | + 15 s                |
| 3e                    | Luka Pibernik         | Slovénie              | Lampre-Merida              | + 15 s                |
| 4e                    | Thomas Lebas          | France                | Bridgestone Anchor         | + 15 s                |
| 5e                    | Samad Poor Seiedi     | Iran                  | Tabriz Petrochemical       | + 15 s                |
| 6e                    | Ilya Gorodnichev      | Russie                | RTS-Santic Racing          | + 15 s                |
| 7e                    | Amir Zargari          | Iran                  | Pishgaman Giant            | + 15 s                |
| 8e                    | Jai Crawford          | Australie             | Kinan                      | + 15 s                |
| 9e                    | Didier Chaparro       | Colombie              | Nippo-Vini Fantini         | + 15 s                |
| 10e                   | Adam Phelan           | Australie             | Drapac                     | + 15 s                |
| modifier              |                       |                       |                            |                       |

| Classement général | Classement général | Classement général | Classement général         | Classement général |
|                    | Coureur            | Pays               | Équipe                     | Temps              |
| ------------------ | ------------------ | ------------------ | -------------------------- | ------------------ |
| 1er                | Rafaâ Chtioui      | Tunisie            | Skydive Dubai-Al Ahli Club | en 3 h 13 min 20 s |
| 2e                 | Francisco Mancebo  | Espagne            | Skydive Dubai-Al Ahli Club | + 20 s             |
| 3e                 | Adam Phelan        | Australie          | Drapac                     | + 21 s             |
| 4e                 | Luka Pibernik      | Slovénie           | Lampre-Merida              | + 24 s             |
| 5e                 | Damien Monier      | France             | Bridgestone Anchor         | + 30 s             |
| 6e                 | Jai Crawford       | Australie          | Kinan                      | + 31 s             |
| 7e                 | Thomas Lebas       | France             | Bridgestone Anchor         | + 33 s             |
| 8e                 | Samad Poor Seiedi  | Iran               | Tabriz Petrochemical       | + 34 s             |
| 9e                 | Amir Zargari       | Iran               | Pishgaman Giant            | + 36 s             |
| 10e                | Ilya Gorodnichev   | Russie             | RTS-Santic Racing          | + 36 s             |
| modifier           |                    |                    |                            |                    |

### 3eétape
| Classement de l'étape | Classement de l'étape | Classement de l'étape | Classement de l'étape      | Classement de l'étape |
|                       | Coureur               | Pays                  | Équipe                     | Temps                 |
| --------------------- | --------------------- | --------------------- | -------------------------- | --------------------- |
| 1er                   | Nicolas Marini        | Italie                | Nippo-Vini Fantini         | en 3 h 32 min 18 s    |
| 2e                    | Boris Shpilevsky      | Russie                | RTS-Santic Racing          | m.t                   |
| 3e                    | Andrea Palini         | Italie                | Skydive Dubai-Al Ahli Club | m.t                   |
| 4e                    | Brenton Jones         | Australie             | Drapac                     | m.t                   |
| 5e                    | Niccolò Bonifazio     | Italie                | Lampre-Merida              | m.t                   |
| 6e                    | Yukihiro Doi          | Japon                 | Ukyo                       | m.t                   |
| 7e                    | Takero Terasaki       | Japon                 | Bridgestone Anchor         | m.t                   |
| 8e                    | Saya Kuroeda          | Japon                 | Équipe nationale du Japon  | m.t                   |
| 9e                    | Valerio Conti         | Italie                | Lampre-Merida              | m.t                   |
| 10e                   | Neil Van der Ploeg    | Australie             | Avanti Racing              | m.t                   |
| modifier              |                       |                       |                            |                       |

| Classement général | Classement général | Classement général | Classement général         | Classement général |
|                    | Coureur            | Pays               | Équipe                     | Temps              |
| ------------------ | ------------------ | ------------------ | -------------------------- | ------------------ |
| 1er                | Rafaâ Chtioui      | Tunisie            | Skydive Dubai-Al Ahli Club | en 6 h 45 min 36 s |
| 2e                 | Francisco Mancebo  | Espagne            | Skydive Dubai-Al Ahli Club | + 19 s             |
| 3e                 | Adam Phelan        | Australie          | Drapac                     | + 23 s             |
| 4e                 | Luka Pibernik      | Slovénie           | Lampre-Merida              | + 26 s             |
| 5e                 | Damien Monier      | France             | Bridgestone Anchor         | + 32 s             |
| 6e                 | Jai Crawford       | Australie          | Kinan                      | + 33 s             |
| 7e                 | Thomas Lebas       | France             | Bridgestone Anchor         | + 35 s             |
| 8e                 | Samad Poor Seiedi  | Iran               | Tabriz Petrochemical       | + 36 s             |
| 9e                 | Amir Zargari       | Iran               | Pishgaman Giant            | + 38 s             |
| 10e                | Ilya Gorodnichev   | Russie             | RTS-Santic Racing          | + 38 s             |
| modifier           |                    |                    |                            |                    |

### 4eétape
| Classement de l'étape | Classement de l'étape | Classement de l'étape | Classement de l'étape      | Classement de l'étape |
|                       | Coureur               | Pays                  | Équipe                     | Temps                 |
| --------------------- | --------------------- | --------------------- | -------------------------- | --------------------- |
| 1er                   | Benjamín Prades       | Espagne               | Matrix Powertag            | en 3 h 8 min 31 s     |
| 2e                    | Adam Phelan           | Australie             | Drapac                     | m.t                   |
| 3e                    | Thomas Lebas          | France                | Bridgestone Anchor         | m.t                   |
| 4e                    | Valerio Conti         | Italie                | Lampre-Merida              | m.t                   |
| 5e                    | Luka Pibernik         | Slovénie              | Lampre-Merida              | m.t                   |
| 6e                    | Edgar Pinto           | Portugal              | Skydive Dubai-Al Ahli Club | m.t                   |
| 7e                    | Thomas Davison        | Nouvelle-Zélande      | Avanti Racing              | m.t                   |
| 8e                    | Francisco Mancebo     | Espagne               | Skydive Dubai-Al Ahli Club | m.t                   |
| 9e                    | Didier Chaparro       | Colombie              | Nippo-Vini Fantini         | m.t                   |
| 10e                   | José Vicente Toribio  | Espagne               | Matrix Powertag            | m.t                   |
| modifier              |                       |                       |                            |                       |

| Classement général | Classement général | Classement général | Classement général         | Classement général |
|                    | Coureur            | Pays               | Équipe                     | Temps              |
| ------------------ | ------------------ | ------------------ | -------------------------- | ------------------ |
| 1er                | Adam Phelan        | Australie          | Drapac                     | en 9 h 54 min 24 s |
| 2e                 | Francisco Mancebo  | Espagne            | Skydive Dubai-Al Ahli Club | + 2 s              |
| 3e                 | Luka Pibernik      | Slovénie           | Lampre-Merida              | + 9 s              |
| 4e                 | Thomas Lebas       | France             | Bridgestone Anchor         | + 14 s             |
| 5e                 | Damien Monier      | France             | Bridgestone Anchor         | + 15 s             |
| 6e                 | Jai Crawford       | Australie          | Kinan                      | + 16 s             |
| 7e                 | Samad Poor Seiedi  | Iran               | Tabriz Petrochemical       | + 19 s             |
| 8e                 | Amir Zargari       | Iran               | Pishgaman Giant            | + 21 s             |
| 9e                 | Ilya Gorodnichev   | Russie             | RTS-Santic Racing          | + 21 s             |
| 10e                | Didier Chaparro    | Colombie           | Nippo-Vini Fantini         | + 23 s             |
| modifier           |                    |                    |                            |                    |

### 5eétape
| Classement de l'étape | Classement de l'étape | Classement de l'étape | Classement de l'étape      | Classement de l'étape |
|                       | Coureur               | Pays                  | Équipe                     | Temps                 |
| --------------------- | --------------------- | --------------------- | -------------------------- | --------------------- |
| 1er                   | Rahim Ememi           | Iran                  | Pishgaman Giant            | en 38 min 27 s        |
| 2e                    | Samad Poor Seiedi     | Iran                  | Tabriz Petrochemical       | + 22 s                |
| 3e                    | Hossein Askari        | Iran                  | Pishgaman Giant            | + 37 s                |
| 4e                    | Ramin Mehrabani       | Iran                  | Pishgaman Giant            | + 1 min 8 s           |
| 5e                    | Amir Zargari          | Iran                  | Pishgaman Giant            | + 1 min 10 s          |
| 6e                    | Benjamin Dyball       | Australie             | Avanti Racing              | + 1 min 43 s          |
| 7e                    | Francisco Mancebo     | Espagne               | Skydive Dubai-Al Ahli Club | + 1 min 45 s          |
| 8e                    | Ghader Mizbani        | Iran                  | Tabriz Petrochemical       | + 1 min 48 s          |
| 9e                    | Thomas Lebas          | France                | Bridgestone Anchor         | + 1 min 53 s          |
| 10e                   | Didier Chaparro       | Colombie              | Nippo-Vini Fantini         | + 1 min 59 s          |
| modifier              |                       |                       |                            |                       |

| Classement général | Classement général | Classement général | Classement général         | Classement général  |
|                    | Coureur            | Pays               | Équipe                     | Temps               |
| ------------------ | ------------------ | ------------------ | -------------------------- | ------------------- |
| 1er                | Samad Poor Seiedi  | Iran               | Tabriz Petrochemical       | en 10 h 33 min 32 s |
| 2e                 | Rahim Ememi        | Iran               | Pishgaman Giant            | + 19 s              |
| 3e                 | Hossein Askari     | Iran               | Pishgaman Giant            | + 50 s              |
| 4e                 | Amir Zargari       | Iran               | Pishgaman Giant            | + 50 s              |
| 5e                 | Francisco Mancebo  | Espagne            | Skydive Dubai-Al Ahli Club | + 1 min 6 s         |
| 6e                 | Thomas Lebas       | France             | Bridgestone Anchor         | + 1 min 26 s        |
| 7e                 | Didier Chaparro    | Colombie           | Nippo-Vini Fantini         | + 1 min 41 s        |
| 8e                 | Damien Monier      | France             | Bridgestone Anchor         | + 1 min 53 s        |
| 9e                 | Ghader Mizbani     | Iran               | Tabriz Petrochemical       | + 2 min 15 s        |
| 10e                | Ilia Koshevoy      | Biélorussie        | Lampre-Merida              | + 2 min 17 s        |
| modifier           |                    |                    |                            |                     |

### 6eétape
| Classement de l'étape | Classement de l'étape | Classement de l'étape | Classement de l'étape      | Classement de l'étape |
|                       | Coureur               | Pays                  | Équipe                     | Temps                 |
| --------------------- | --------------------- | --------------------- | -------------------------- | --------------------- |
| 1er                   | Valerio Conti         | Italie                | Lampre-Merida              | en 3 h 26 min 58 s    |
| 2e                    | Luka Pibernik         | Slovénie              | Lampre-Merida              | + 5 s                 |
| 3e                    | Thomas Lebas          | France                | Bridgestone Anchor         | + 5 s                 |
| 4e                    | Francisco Mancebo     | Espagne               | Skydive Dubai-Al Ahli Club | + 5 s                 |
| 5e                    | Thomas Davison        | Nouvelle-Zélande      | Avanti Racing              | + 5 s                 |
| 6e                    | Didier Chaparro       | Colombie              | Nippo-Vini Fantini         | + 5 s                 |
| 7e                    | Jai Crawford          | Australie             | Kinan                      | + 9 s                 |
| 8e                    | Samad Poor Seiedi     | Iran                  | Tabriz Petrochemical       | + 9 s                 |
| 9e                    | Hossein Askari        | Iran                  | Pishgaman Giant            | + 11 s                |
| 10e                   | Damien Monier         | France                | Bridgestone Anchor         | + 11 s                |
| modifier              |                       |                       |                            |                       |

| Classement général | Classement général | Classement général | Classement général         | Classement général |
|                    | Coureur            | Pays               | Équipe                     | Temps              |
| ------------------ | ------------------ | ------------------ | -------------------------- | ------------------ |
| 1er                | Samad Poor Seiedi  | Iran               | Tabriz Petrochemical       | en 14 h 0 min 39 s |
| 2e                 | Rahim Ememi        | Iran               | Pishgaman Giant            | + 24 s             |
| 3e                 | Hossein Askari     | Iran               | Pishgaman Giant            | + 52 s             |
| 4e                 | Amir Zargari       | Iran               | Pishgaman Giant            | + 53 s             |
| 5e                 | Francisco Mancebo  | Espagne            | Skydive Dubai-Al Ahli Club | + 1 min 2 s        |
| 6e                 | Thomas Lebas       | France             | Bridgestone Anchor         | + 1 min 18 s       |
| 7e                 | Didier Chaparro    | Colombie           | Nippo-Vini Fantini         | + 1 min 37 s       |
| 8e                 | Damien Monier      | France             | Bridgestone Anchor         | + 1 min 55 s       |
| 9e                 | Ghader Mizbani     | Iran               | Tabriz Petrochemical       | + 2 min 36 s       |
| 10e                | Ilia Koshevoy      | Biélorussie        | Lampre-Merida              | + 2 min 38 s       |
| modifier           |                    |                    |                            |                    |

### 7eétape
| Classement de l'étape | Classement de l'étape | Classement de l'étape | Classement de l'étape     | Classement de l'étape |
|                       | Coureur               | Pays                  | Équipe                    | Temps                 |
| --------------------- | --------------------- | --------------------- | ------------------------- | --------------------- |
| 1er                   | Niccolò Bonifazio     | Italie                | Lampre-Merida             | en 2 h 17 min 14 s    |
| 2e                    | Brenton Jones         | Australie             | Drapac                    | m.t                   |
| 3e                    | Nicolas Marini        | Italie                | Nippo-Vini Fantini        | m.t                   |
| 4e                    | Boris Shpilevsky      | Russie                | RTS-Santic Racing         | m.t                   |
| 5e                    | Saya Kuroeda          | Japon                 | Équipe nationale du Japon | m.t                   |
| 6e                    | Jin Okubo             | Japon                 | Utsunomiya Blitzen        | m.t                   |
| 7e                    | Shiki Kuroeda         | Japon                 | Nippo-Vini Fantini        | m.t                   |
| 8e                    | Ryu Suzuki            | Japon                 | Nasu Blasen               | m.t                   |
| 9e                    | Benjamín Prades       | Espagne               | Matrix Powertag           | m.t                   |
| 10e                   | Yukihiro Doi          | Japon                 | Ukyo                      | m.t                   |
| modifier              |                       |                       |                           |                       |

## Classements finals

### Classement général final
| Classement général final | Classement général final | Classement général final | Classement général final   | Classement général final |
|                          | Coureur                  | Pays                     | Équipe                     | Temps                    |
| ------------------------ | ------------------------ | ------------------------ | -------------------------- | ------------------------ |
| 1er                      | Samad Poor Seiedi        | Iran                     | Tabriz Petrochemical       | en 16 h 17 min 53 s      |
| 2e                       | Rahim Ememi              | Iran                     | Pishgaman Giant            | + 24 s                   |
| 3e                       | Hossein Askari           | Iran                     | Pishgaman Giant            | + 52 s                   |
| 4e                       | Amir Zargari             | Iran                     | Pishgaman Giant            | + 53 s                   |
| 5e                       | Francisco Mancebo        | Espagne                  | Skydive Dubai-Al Ahli Club | + 1 min 2 s              |
| 6e                       | Thomas Lebas             | France                   | Bridgestone Anchor         | + 1 min 18 s             |
| 7e                       | Didier Chaparro          | Colombie                 | Nippo-Vini Fantini         | + 1 min 37 s             |
| 8e                       | Damien Monier            | France                   | Bridgestone Anchor         | + 1 min 55 s             |
| 9e                       | Ghader Mizbani           | Iran                     | Tabriz Petrochemical       | + 2 min 36 s             |
| 10e                      | Ilia Koshevoy            | Biélorussie              | Lampre-Merida              | + 2 min 38 s             |
| modifier                 |                          |                          |                            |                          |

### Classements annexes
| Classement par points | Classement par points | Classement par points | Classement par points      | Classement par points |
| --------------------- | --------------------- | --------------------- | -------------------------- | --------------------- |
|                       | Coureur               | Pays                  | Équipe                     | Point(s)              |
| 1er                   | Valerio Conti         | Italie                | Lampre-Merida              | 54 points             |
| 2e                    | Luka Pibernik         | Slovénie              | Lampre-Merida              | 53 pts                |
| 3e                    | Francisco Mancebo     | Espagne               | Skydive Dubai-Al Ahli Club | 47 pts                |
| modifier              |                       |                       |                            |                       |

| Classement de la montagne | Classement de la montagne | Classement de la montagne | Classement de la montagne | Classement de la montagne |
| ------------------------- | ------------------------- | ------------------------- | ------------------------- | ------------------------- |
|                           | Coureur                   | Pays                      | Équipe                    | Point(s)                  |
| 1er                       | Rahim Ememi               | Iran                      | Pishgaman Giant           | 25 points                 |
| 2e                        | Chun Kai Feng             | Taipei chinois            | Lampre-Merida             | 14 pts                    |
| 3e                        | Amir Zargari              | Iran                      | Pishgaman Giant           | 14 pts                    |
| modifier                  |                           |                           |                           |                           |

| Classement du meilleur jeune | Classement du meilleur jeune | Classement du meilleur jeune | Classement du meilleur jeune | Classement du meilleur jeune |
|                              | Coureur                      | Pays                         | Équipe                       | Temps                        |
| ---------------------------- | ---------------------------- | ---------------------------- | ---------------------------- | ---------------------------- |
| 1er                          | Ilia Koshevoy                | Biélorussie                  | Lampre-Merida                | en 16 h 20 min 31 s          |
| 2e                           | Thomas Davison               | Nouvelle-Zélande             | Avanti Racing                | + 7 s                        |
| 3e                           | Luka Pibernik                | Slovénie                     | Lampre-Merida                | 1 min 21 s                   |
| modifier                     |                              |                              |                              |                              |

| Classement par équipes | Classement par équipes | Classement par équipes | Classement par équipes |
|                        | Équipe                 | Pays                   | Temps                  |
| ---------------------- | ---------------------- | ---------------------- | ---------------------- |
| 1re                    | Pishgaman Giant        | Iran                   | en 48 h 55 min 41 s    |
| 2e                     | Bridgestone Anchor     | Japon                  | + 8 min 11 s           |
| 3e                     | Avanti Racing          | Nouvelle-Zélande       | + 11 min 0 s           |
| modifier               |                        |                        |                        |

### UCI Asia Tour
Ce Tour du Japon attribue des points pour l'UCI Asia Tour 2015, par équipes seulement aux coureurs des équipes continentales professionnelles et continentales, individuellement à tous les coureurs sauf ceux faisant partie d'une équipe ayant un label WorldTeam.
| Position,          | 1er | 2e | 3e | 4e | 5e | 6e | 7e | 8e | 9e | 10e | 11e | 12e |
| Classement général | 80  | 56 | 32 | 24 | 20 | 16 | 12 | 8  | 7  | 6   | 5   | 3   |
| Par étape          | 16  | 11 | 6  | 5  | 4  | 2  |    |    |    |     |     |     |
| Leader, par étape  | 8   |    |    |    |    |    |    |    |    |     |     |     |

| Cycliste           | Équipe                     | Général | Étape | Leader | Total |
| ------------------ | -------------------------- | ------- | ----- | ------ | ----- |
| Samad Poor Seiedi  | Tabriz Petrochemical       | 80      | 15    | 16     | 111   |
| Rahim Ememi        | Pishgaman Giant            | 56      | 16    | -      | 72    |
| Brenton Jones      | Drapac                     | -       | 32    | 8      | 40    |
| Hossein Askari     | Pishgaman Giant            | 32      | 6     | -      | 38    |
| Francisco Mancebo  | Skydive Dubai-Al Ahli Club | 20      | 16    | -      | 36    |
| Thomas Lebas       | Bridgestone Anchor         | 16      | 17    | -      | 33    |
| Rafaâ Chtioui      | Skydive Dubai-Al Ahli Club | -       | 16    | 16     | 32    |
| Amir Zargari       | Pishgaman Giant            | 24      | 4     | -      | 28    |
| Adam Phelan        | Drapac                     | -       | 16    | 8      | 24    |
| Nicolas Marini     | Nippo-Vini Fantini         | -       | 22    | -      | 22    |
| Benjamín Prades    | Matrix Powertag            | -       | 16    | -      | 16    |
| Boris Shpilevsky   | RTS-Santic Racing          | -       | 16    | -      | 16    |
| Thomas Davison     | Avanti Racing              | 5       | 10    | -      | 15    |
| Didier Chaparro    | Nippo-Vini Fantini         | 12      | 2     | -      | 14    |
| Neil Van der Ploeg | Avanti Racing              | -       | 11    | -      | 11    |
| Andrea Palini      | Skydive Dubai-Al Ahli Club | -       | 10    | -      | 10    |
| Damien Monier      | Bridgestone Anchor         | 8       | -     | -      | 8     |
| Ghader Mizbani     | Tabriz Petrochemical       | 7       | -     | -      | 7     |
| Ramin Mehrabani    | Pishgaman Giant            | -       | 5     | -      | 5     |
| Saya Kuroeda       | Équipe nationale du Japon  | -       | 4     | -      | 4     |
| Jai Crawford       | Kinan                      | 3       | -     | -      | 3     |
| Yukihiro Doi       | Ukyo                       | -       | 2     | -      | 2     |
| Benjamin Dyball    | Avanti Racing              | -       | 2     | -      | 2     |
| Ilya Gorodnichev   | RTS-Santic Racing          | -       | 2     | -      | 2     |
| Peter Koning       | Drapac                     | -       | 2     | -      | 2     |
| Jin Okubo          | Utsunomiya Blitzen         | -       | 2     | -      | 2     |
| Edgar Pinto        | Skydive Dubai-Al Ahli Club | -       | 2     | -      | 2     |

## Évolution des classements
| Étape              | Vainqueur          | Classement général | Classement par points | Classement de la montagne | Classement du meilleur jeune | Classement par équipes     |
| ------------------ | ------------------ | ------------------ | --------------------- | ------------------------- | ---------------------------- | -------------------------- |
| 1                  | Brenton Jones      | Brenton Jones      | Brenton Jones         | Non décerné               | Brenton Jones                | Drapac                     |
| 2                  | Rafaâ Chtioui      | Rafaâ Chtioui      | Rafaâ Chtioui         | Mattia Pozzo              | Adam Phelan                  | Skydive Dubai-Al Ahli Club |
| 3                  | Nicolas Marini     | Rafaâ Chtioui      | Rafaâ Chtioui         | Mattia Pozzo              | Adam Phelan                  | Skydive Dubai-Al Ahli Club |
| 4                  | Benjamín Prades    | Adam Phelan        | Francisco Mancebo     | Mattia Pozzo              | Adam Phelan                  | Skydive Dubai-Al Ahli Club |
| 5                  | Rahim Ememi        | Samad Poor Seiedi  | Francisco Mancebo     | Rahim Ememi               | Ilia Koshevoy                | Pishgaman Giant            |
| 6                  | Valerio Conti      | Samad Poor Seiedi  | Valerio Conti         | Rahim Ememi               | Ilia Koshevoy                | Pishgaman Giant            |
| 7                  | Niccolò Bonifazio  | Samad Poor Seiedi  | Valerio Conti         | Rahim Ememi               | Ilia Koshevoy                | Pishgaman Giant            |
| Classements finals | Classements finals | Samad Poor Seiedi  | Valerio Conti         | Rahim Ememi               | Ilia Koshevoy                | Pishgaman Giant            |

## Liste des participants
- Liste de départ complète

| Légende                             | Légende                                                                                                  | Légende                                | Légende                                                                                                  |
| ----------------------------------- | --- | -------------------------------------- | --- |
| Num                                 | Dossard de départ porté par le coureur sur ce Tour du Japon                                              | Pos                                    | Position finale au classement général                                                                    |
| Leader du classement général        | Indique le vainqueur du classement général                                                               | Leader du classement par points        | Indique le vainqueur du classement par points                                                            |
| Leader du classement de la montagne | Indique le vainqueur du classement de la montagne                                                        | Leader du classement du meilleur jeune | Indique le vainqueur du classement du meilleur jeune                                                     |
|                                     | Indique un maillot de champion national ou mondial, suivi de sa spécialité                               | #                                      | Indique la meilleure équipe                                                                              |
| NP                                  | Indique un coureur qui n'a pas pris le départ d'une étape, suivi du numéro de l'étape où il s'est retiré | AB                                     | Indique un coureur qui n'a pas terminé une étape, suivi du numéro de l'étape où il s'est retiré          |
| HD                                  | Indique un coureur qui a terminé une étape hors des délais, suivi du numéro de l'étape                   | *                                      | Indique un coureur en lice pour le classement du meilleur jeune (coureurs nés après le 1er janvier 1990) |

| Lampre-Merida LAM                | Lampre-Merida LAM           | Lampre-Merida LAM |
| -------------------------------- | --------------------------- | ----------------- |
| Num                              | Coureur                     | Pos               |
| 1                                | Niccolò Bonifazio (ITA)*    | 55e               |
| 2                                | Valerio Conti (ITA)*        | 21e               |
| 3                                | Chun Kai Feng (TPE) (Route) | 59e               |
| 4                                | Mário Costa (POR)           | 48e               |
| 5                                | Ilia Koshevoy (BLR)*        | 10e               |
| 6                                | Luka Pibernik (SLO)*        | 15e               |
| Directeur sportif : Bruno Vicino |                             |                   |

| Nippo-Vini Fantini NIP             | Nippo-Vini Fantini NIP | Nippo-Vini Fantini NIP |
| ---------------------------------- | ---------------------- | ---------------------- |
| Num                                | Coureur                | Pos                    |
| 11                                 | Shiki Kuroeda (JPN)*   | 72e                    |
| 12                                 | Genki Yamamoto (JPN)*  | 42e                    |
| 13                                 | Didier Chaparro (COL)  | 7e                     |
| 14                                 | Antonio Nibali (ITA)*  | 54e                    |
| 15                                 | Nicolas Marini (ITA)*  | 83e                    |
| 16                                 | Mattia Pozzo (ITA)     | AB-6                   |
| Directeur sportif : Hiroshi Daimon |                        |                        |

| Drapac DPC                          | Drapac DPC              | Drapac DPC |
| ----------------------------------- | ----------------------- | ---------- |
| Num                                 | Coureur                 | Pos        |
| 21                                  | Dylan Girdlestone (RSA) | 17e        |
| 22                                  | Timothy Roe (AUS)       | 57e        |
| 23                                  | Brenton Jones (AUS)*    | 61e        |
| 24                                  | Peter Koning (NED)*     | 50e        |
| 25                                  |                         |            |
| 26                                  | Adam Phelan (AUS)*      | 25e        |
| Directeur sportif : Robert Tighello |                         |            |

| Avanti Racing ART               | Avanti Racing ART        | Avanti Racing ART |
| ------------------------------- | ------------------------ | ----------------- |
| Num                             | Coureur                  | Pos               |
| 31                              | Benjamin Dyball (AUS)    | 26e               |
| 32                              | Taylor Gunman (NZL)*     | 46e               |
| 33                              | Neil Van der Ploeg (AUS) | 60e               |
| 34                              | Thomas Davison (NZL)*    | 11e               |
| 35                              | Mark O'Brien (AUS)       | 24e               |
| 36                              | Jason Christie (NZL)*    | 38e               |
| Directeur sportif : Steve Price |                          |                   |

| Tabriz Petrochemical TPT        | Tabriz Petrochemical TPT         | Tabriz Petrochemical TPT |
| ------------------------------- | -------------------------------- | ------------------------ |
| Num                             | Coureur                          | Pos                      |
| 41                              | Ghader Mizbani (IRI)             | 9e                       |
| 42                              | Samad Poor Seiedi (IRI)          | 1er                      |
| 43                              | Amir Kolahdozhagh (IRI)*         | 29e                      |
| 44                              | Ahad Kazemi (IRI)                | 33e                      |
| 45                              | Ali Khademi (IRI)*               | 34e                      |
| 46                              | Abolfazl Nazari Daghalian (IRI)* | 37e                      |
| Directeur sportif : Mahdi Adeli |                                  |                          |

| RTS-Santic Racing RTS              | RTS-Santic Racing RTS  | RTS-Santic Racing RTS |
| ---------------------------------- | ---------------------- | --------------------- |
| Num                                | Coureur                | Pos                   |
| 51                                 | Boris Shpilevsky (RUS) | 73e                   |
| 52                                 | Wen Chung Huang (TPE)* | AB-2                  |
| 53                                 | Jang Sun-jae (KOR)     | 76e                   |
| 54                                 | Ilya Gorodnichev (RUS) | 28e                   |
| 55                                 | Tino Thömel (GER)      | AB-2                  |
| 56                                 | Víctor Niño (COL)      | 20e                   |
| Directeur sportif : Chaiya Moondet |                        |                       |

| Pishgaman Giant # PKY                     | Pishgaman Giant # PKY      | Pishgaman Giant # PKY |
| ----------------------------------------- | -------------------------- | --------------------- |
| Num                                       | Coureur                    | Pos                   |
| 61                                        | Amir Zargari (IRI)         | 4e                    |
| 62                                        | Hossein Askari (IRI) (Clm) | 3e                    |
| 63                                        | Rahim Ememi (IRI)          | 2e                    |
| 64                                        | Arvin Moazemi (IRI)*       | 22e                   |
| 65                                        | Ramin Mehrabani (IRI)      | 27e                   |
| 66                                        | Peter Pouly (FRA)          | 40e                   |
| Directeur sportif : Seyed Mostafa Sajjadi |                            |                       |

| Skydive Dubai-Al Ahli Club SKD    | Skydive Dubai-Al Ahli Club SKD | Skydive Dubai-Al Ahli Club SKD |
| --------------------------------- | ------------------------------ | ------------------------------ |
| Num                               | Coureur                        | Pos                            |
| 71                                | Francisco Mancebo (ESP)        | 5e                             |
| 72                                | Vladimir Gusev (RUS)           | 52e                            |
| 73                                | Andrea Palini (ITA)            | 69e                            |
| 74                                | Soufiane Haddi (MAR)* (Clm)    | 63e                            |
| 75                                | Rafaâ Chtioui (TUN) (Route)    | 32e                            |
| 76                                | Edgar Pinto (POR)              | 18e                            |
| Directeur sportif : Aritz Arberas |                                |                                |

| Bridgestone Anchor BGT                | Bridgestone Anchor BGT | Bridgestone Anchor BGT |
| ------------------------------------- | ---------------------- | ---------------------- |
| Num                                   | Coureur                | Pos                    |
| 81                                    | Thomas Lebas (FRA)     | 6e                     |
| 82                                    | Damien Monier (FRA)    | 8e                     |
| 83                                    | Sho Hatsuyama (JPN)    | 22e                    |
| 84                                    | Takero Terasaki (JPN)* | 43e                    |
| 85                                    | Kōhei Uchima (JPN)     | 44e                    |
| 86                                    | Ryota Nishizono (JPN)  | 31e                    |
| Directeur sportif : Takehiro Mizutani |                        |                        |

| Aisan Racing AIS                    | Aisan Racing AIS           | Aisan Racing AIS |
| ----------------------------------- | -------------------------- | ---------------- |
| Num                                 | Coureur                    | Pos              |
| 91                                  | Takeaki Ayabe (JPN)        | 80e              |
| 92                                  | Shinpei Fukuda (JPN)       | 87e              |
| 93                                  | Masakazu Ito (JPN)         | 49e              |
| 94                                  | Yoshimitsu Hiratsuka (JPN) | 35e              |
| 95                                  | Tomohiro Hayakawa (JPN)*   | 39e              |
| 96                                  | Hideto Nakane (JPN)*       | 36e              |
| Directeur sportif : Taiji Nishitani |                            |                  |

| Ukyo UKO                          | Ukyo UKO                 | Ukyo UKO |
| --------------------------------- | ------------------------ | -------- |
| Num                               | Coureur                  | Pos      |
| 101                               | Yukihiro Doi (JPN)       | 30e      |
| 102                               | Shun Yamamoto (JPN)*     | AB-2     |
| 103                               | Salvador Guardiola (ESP) | 62e      |
| 104                               | Pablo Urtasun (ESP)      | 67e      |
| 105                               | Óscar Pujol (ESP)        | 53e      |
| 106                               | Daniel Whitehouse (NZL)* | 19e      |
| Directeur sportif : Ukyo Katayama |                          |          |

| Utsunomiya Blitzen BLZ             | Utsunomiya Blitzen BLZ | Utsunomiya Blitzen BLZ |
| ---------------------------------- | ---------------------- | ---------------------- |
| Num                                | Coureur                | Pos                    |
| 111                                | Nariyuki Masuda (JPN)  | 16e                    |
| 112                                | Yuzuru Suzuki (JPN)    | 41e                    |
| 113                                | Takayuki Abe (JPN)     | 84e                    |
| 114                                | Shinri Suzuki (JPN)    | 70e                    |
| 115                                | Jin Okubo (JPN)        | 71e                    |
| 116                                | Kazuki Aoyanagi (JPN)  | 79e                    |
| Directeur sportif : Yusuke Shimizu |                        |                        |

| Nasu Blasen NAS                       | Nasu Blasen NAS          | Nasu Blasen NAS |
| ------------------------------------- | ------------------------ | --------------- |
| Num                                   | Coureur                  | Pos             |
| 121                                   | Junya Sano (JPN) (Route) | AB-2            |
| 122                                   | Kota Iwai (JPN)*         | 81e             |
| 123                                   | Naoya Yoshioka (JPN)*    | AB-6            |
| 124                                   | Ryu Suzuki (JPN)*        | 58e             |
| 125                                   | Takeaki Amezawa (JPN)*   | 47e             |
| 126                                   | Yudai Arashiro (JPN)*    | 75e             |
| Directeur sportif : Yoshiyuki Shimizu |                          |                 |

| Shimano Racing SMN                  | Shimano Racing SMN     | Shimano Racing SMN |
| ----------------------------------- | ---------------------- | ------------------ |
| Num                                 | Coureur                | Pos                |
| 131                                 | Shotaro Iribe (JPN)    | 45e                |
| 132                                 | Keisuke Kimura (JPN)*  | 89e                |
| 133                                 | Yuya Akimaru (JPN)*    | 51e                |
| 134                                 | Kota Yokoyama (JPN)*   | 86e                |
| 135                                 |                        |                    |
| 136                                 | Takahiro Koyama (JPN)* | 88e                |
| Directeur sportif : Hidenori Nodera |                        |                    |

| Matrix Powertag MTR                   | Matrix Powertag MTR        | Matrix Powertag MTR |
| ------------------------------------- | -------------------------- | ------------------- |
| Num                                   | Coureur                    | Pos                 |
| 141                                   | Benjamín Prades (ESP)      | 13e                 |
| 142                                   | Airán Fernández (ESP)      | 56e                 |
| 143                                   | José Vicente Toribio (ESP) | 14e                 |
| 144                                   | Hayato Yoshida (JPN)       | 82e                 |
| 145                                   | Daiki Yasuhara (JPN)*      | AB-6                |
| 146                                   | Naoki Mukaigawa (JPN)      | 85e                 |
| Directeur sportif : Masahiro Yasuhara |                            |                     |

| Kinan KIN                         | Kinan KIN                  | Kinan KIN |
| --------------------------------- | -------------------------- | --------- |
| Num                               | Coureur                    | Pos       |
| 151                               | Gregor Gazvoda (SLO) (Clm) | 68e       |
| 152                               | Jai Crawford (AUS)         | 12e       |
| 153                               | Shigetomo Nakanishi (JPN)* | AB-4      |
| 154                               | Kenji Itami (JPN)          | 64e       |
| 155                               | Ryōma Nonaka (JPN)         | 66e       |
| 156                               | Kyohei Mizuno (JPN)        | 78e       |
| Directeur sportif : Yasunori Kato |                            |           |

| Équipe nationale du Japon JPN   | Équipe nationale du Japon JPN | Équipe nationale du Japon JPN |
| ------------------------------- | ----------------------------- | ----------------------------- |
| Num                             | Coureur                       | Pos                           |
| 161                             | Suguru Tokuda (JPN)*          | 65e                           |
| 162                             | Saya Kuroeda (JPN)*           | 74e                           |
| 163                             | Toshiki Omote (JPN)*          | 77e                           |
| 164                             | Yusuke Matsumoto (JPN)*       | AB-4                          |
| 165                             | Yuri Kobashi (JPN)*           | AB-6                          |
| 166                             | Takuma Akita (JPN)*           | AB-4                          |
| Directeur sportif : Akira Asada |                               |                               |